# 馬爾基·靴文·拿祖斯·加西亞
馬爾基·靴文·拿祖斯·加西亞（Maikel Hermann Naujoks García，簡名馬爾基(Maikel)，1976年3月18日—），是西班牙的足球運動員，司職前鋒，現效力西乙二级联赛球隊蒙坦爾斯，他亦擁有德國護照。
馬爾基長期多支效力於西乙和西乙二级联赛球隊，但他亦有為拉科魯尼亞在西甲3年間共出戰17次。
2011年5月，傑志總教練荷西甘巴爾透過盧比度·羅沙達邀請這名盧高前隊友客串英超挑戰盃，如合用就會斟介他加盟球隊。最終傑志放棄羅致馬爾基。

## 連結
- BDFutbol profile （页面存档备份，存于）
- Futbolme profile （页面存档备份，存于） （西班牙文）
- PlayerHistory profile （页面存档备份，存于）